# Verovering van Majorca
De Verovering van Mallorca was een kruistocht die plaatsvond tussen 1229 en 1231. Deze tocht onder bevel van koning Jacobus I van Aragón was gericht tegen het eiland Mallorca. Het eiand was destijds onder de heerschappij van de Berberse Almohaden en was bekend als Al-Mayūrqa, 

## De verovering
Op 5 september 1229 vertrok de Catalaanse expeditie vanuit Salou, Cambrils en Tarragona. Tijdens de reis raakte de vloot verzeild in een zware storm, maar arriveerde tussen de 7e en 8e van dezelfde maand zonder ernstige schade op Majorca. Op 12 september versloegen de Aragonezen de Almohaden in de slag bij Portopì, terwijl ze op 31 december Madina Mayurqa veroverden na een belegering.
Na de verovering van Madîna Mayûrqa zochten de Almohadische troepen hun toevlucht in de bergen en namen posities in in de kastelen van Alaró, Pollença en Santueri en in de Serra de Tramuntana.
In november 1230 keerde Jacobus I voor een korte periode terug naar Catalonië en kwama vervolgens in 1231 terug naar Majorca, waar hij de Almohaden opnieuw versloeg en hen dwong zich over te geven.

## Gevolgen
Na de Aragonese verovering vluchtten de Moorse bevolking naar Noord-Afrika, naar Menorca of werd tot slaaf gemaakt terwijl kolonisten uit Empordà, Barcelona en Rosselló op Majorca arriveerden.